# Burg Tzschocha

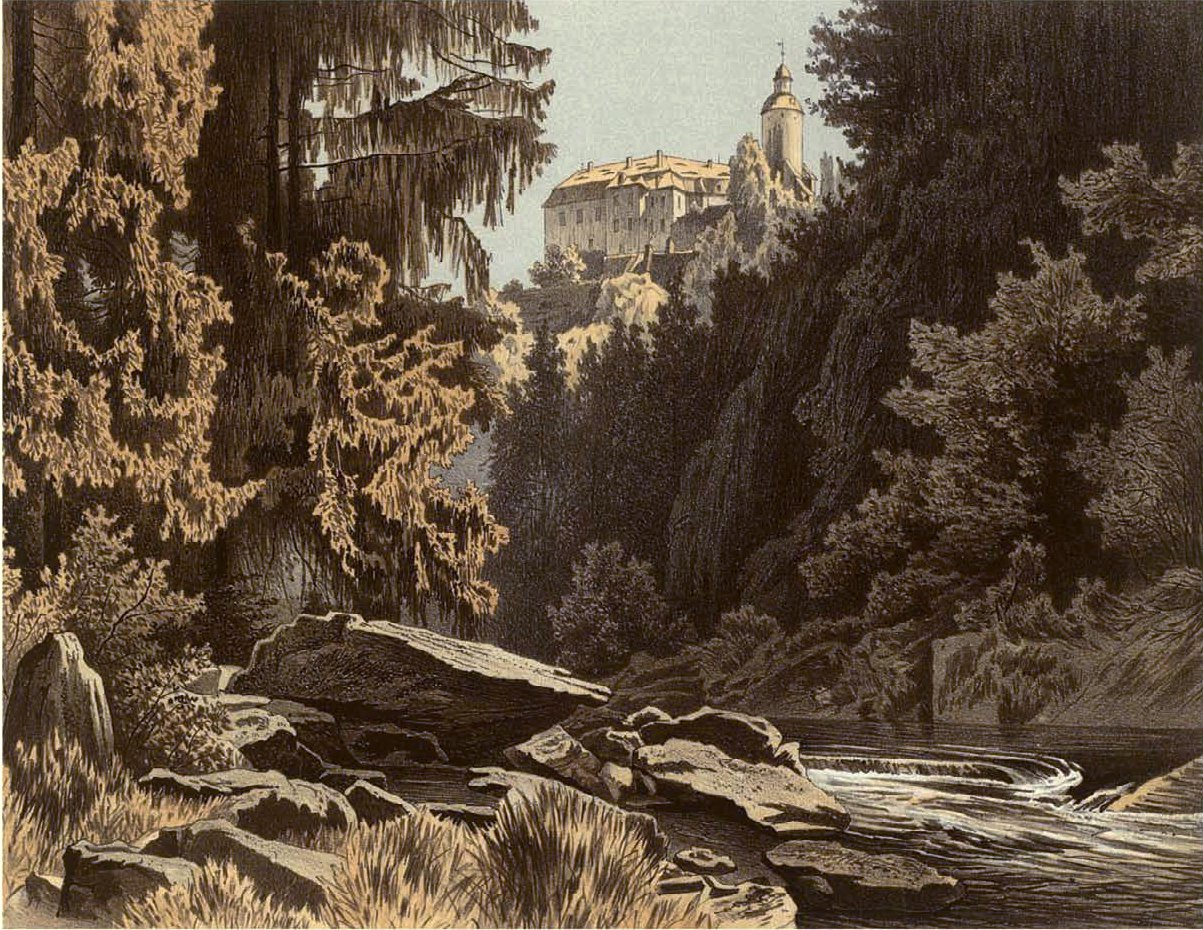
Burg Tzschocha um 1869, Sammlung Alexander Duncker

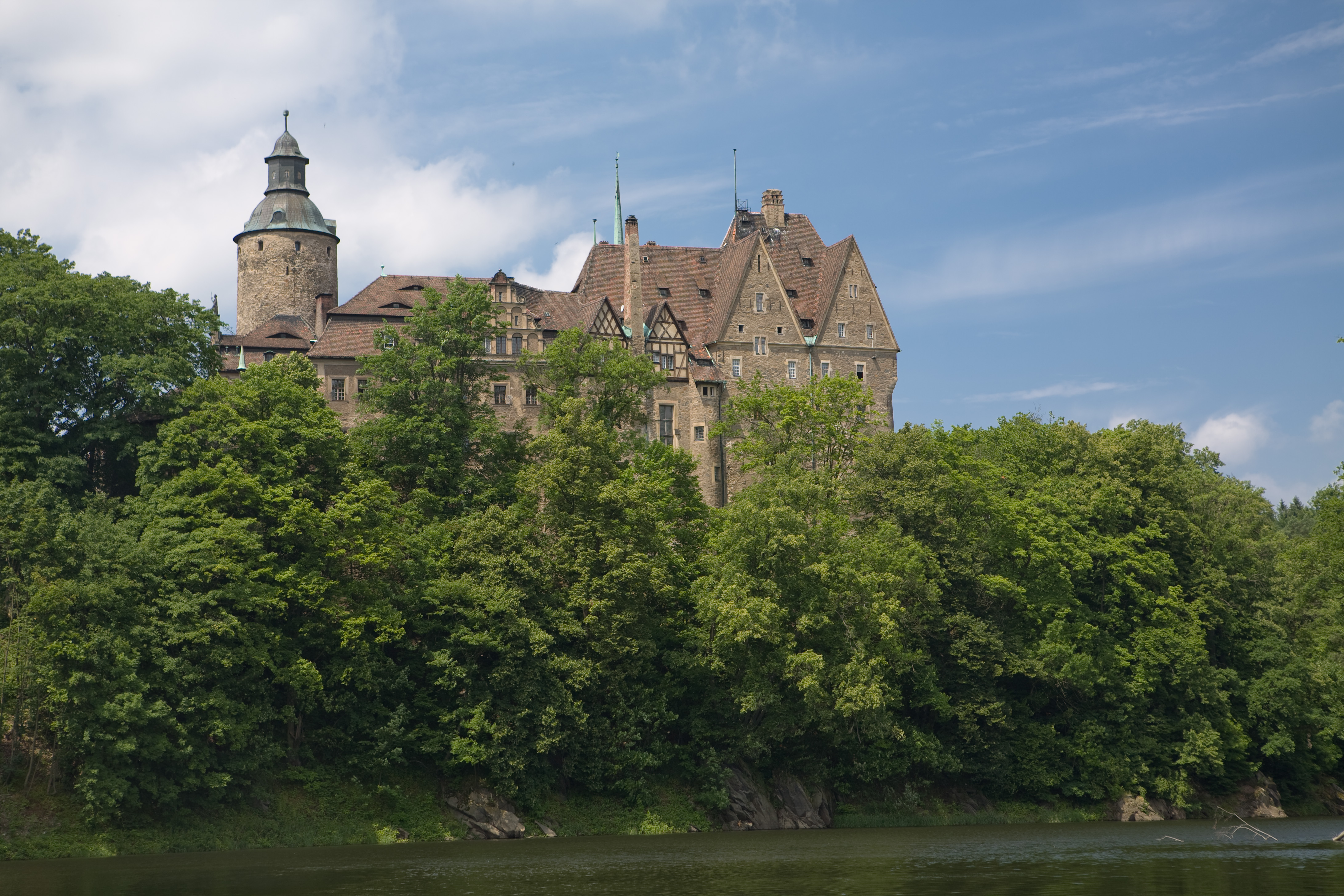
Burg Tzschocha von der Flussseite

Die Burg Tzschocha (polnisch Zamek Czocha) ist eine Höhenburg (Hangburg) in Stankowice (Rengersdorf), einem Ort in der Stadt- und Landgemeinde Leśna (Marklissa) im Powiat Lubański der Woiwodschaft Niederschlesien in Polen. Sie liegt vier Kilometer östlich von Leśna auf dem linken Steilufer eines Landvorsprunges am Queis bzw. der Marklissa-Talsperre.

## Geschichte

Plan der Burganlage (1714)

Das Gebiet der späteren Burg bzw. Herrschaft Tzschocha gehörte zum zunächst meißnischen, dann böhmischen Gau Zagost. Später bildete es zusammen mit den Burgbezirken Lesne und Schwerta den oberlausitzschen Queiskreis. Die Burg Tzschocha entstand erst nach 1241, nachdem die Grenzen zwischen den Besitzungen des Bistums Meißen und der Krone Böhmen in der Oberlausitzer Grenzurkunde vertraglich geregelt worden waren. Die Burg wurde entweder während der böhmischen oder askanischen Herrschaft über die Oberlausitz errichtet und diente der Grenzsicherung gegenüber Schlesien. Erstmals urkundlich erwähnt wurde sie als „Burg Caychow“ 1329. Vor 1316 war sie im Besitz des böhmischen Königs Wenzel II. Er übergab die Burg 1316 als Mitgift seiner Tochter Agnes/Anežka, die in diesem Jahr mit dem Herzog Heinrich I. von Schweidnitz-Jauer verheiratet wurde. Nach ihrem Tod 1337 ging die Burg an den Witwer Herzog Heinrich über. Nach dessen Tod 1346 fiel sie zusammen mit dem Queiskreis als erledigtes Lehen an die Krone Böhmen heim.
Seit dem dritten Viertel des 14. Jahrhunderts waren Burg und Herrschaft Tzschocha im Besitz des Adelsgeschlechts Dohna. Von 1417 bis 1419 gehörte beides dem Heinrich Renke, anschließend dem kaiserlichen Rat Hartung von Klüx. Während seiner Herrschaft kam es zu Zerstörungen durch die Hussitenkriege. 1451 gelangten Burg und Herrschaft an das Adelsgeschlecht Nostitz.
Zum Burgbezirk Tzschocha gehörte ein breiter Landstreifen links des Queis zwischen Greiffenberg und Marklissa. Nachdem Hartmut von Klü× 1427 das rechts des Queis liegende Friedersdorf aus dem Erbfürstentum Schweidnitz-Jauer erworben hatte, wurde dieses der Herrschaft Marklissa zugeschlagen und zum Queiskreis gerechnet.
Nach dem Prager Frieden 1635 fiel die Herrschaft Tzschocha zusammen mit dem Queiskreis an das evangelische Kurfürstentum Sachsen. Dadurch wurde auch die Herrschaft zu einem Einwanderungsgebiet für Glaubensflüchtlinge aus Böhmen und Schlesien. Für sie gründete der Grundherr Christoph von Nostitz das Städtchen Goldentraum sowie die Ortschaften Hagendorf, Goldbach, Scholzendorf und Karlsberg. Die Kirchen von Friedersdorf und Nieder Wiesa bei Greiffenberg dienten nun als Grenzkirchen für evangelische Schlesier. In Rengersdorf und Ober Wiesa wurden Zufluchtskirchen errichtet. 1703 wurden Burg und Herrschaft Tzschocha von Johann Hartwig von Uechtritz erworben, dessen Nachkommen den Besitz mit einer Unterbrechung von 1755 bis 1782 (als die Burg Otto von Schindel gehörte) bis 1910 behielten. 1776 wurde auf der Burg der Lexikograf Carl Wilhelm Otto August von Schindel geboren.
Nach dem Wiener Kongress 1815 fiel die Herrschaft Tzschocha zusammen mit der Ostoberlausitz an Preußen. Das Gebiet wurde nun an die Provinz Schlesien angeschlossen und dem Landkreis Lauban eingegliedert. Ab 1874 gehörte der Burgbezirk zum Amtsbezirk Rengersdorf, der 1908 aus den Landgemeinden Goldentraum und Rengersdorf sowie dem Gutsbezirk Tzschocha bestand. 1910 wurde die Burganlage von Ernst Gütschow, dem Generaldirektor der Zigarettenfabrik Jasmatzi, erworben, der die Burg bis Kriegsende 1945 bewohnte. Als Folge des Zweiten Weltkriegs fiel das Gebiet 1945 an Polen.

## Burganlage
Die während der Hussitenkriege zerstörte Burg wurde anschließend wieder aufgebaut. Im 16. Jahrhundert erfolgte unter Johann von Nostitz ein Um- und Ausbau im Stil der Renaissance zu einer großen Burganlage mit Graben, Wirtschaftsgebäuden, Zwinger, Bergfried u. a. Unter Christoph von Nostitz wurden die Beschädigungen durch den Dreißigjährigen Krieg beseitigt und zugleich ein Garten angelegt. Auch die bei einem Brand 1793 beschädigten Gebäudeteile wurden anschließend wieder aufgebaut. 1910 wurde die Burg von Ernst Gütschow erworben. Er veranlasste einen Umbau im Stil der Neugotik durch den Burgenbauer Bodo Ebhardt. Im Barockgarten ließ er eine Kopie der Fechterfigur von Hugo Lederer errichten.
Nach dem Übergang an Polen 1945 als Folge des Zweiten Weltkriegs erlitt die Burg Schäden durch Plünderungen. Seit 1952 diente sie als Freizeitzentrum für Militärangehörige. Seit 1996 beherbergt sie ein Hotel.
1994 diente das Schloss als Außenkulisse für die australisch-polnische Jugendserie Spellbinder – Gefangen in der Vergangenheit.

## Weblinks

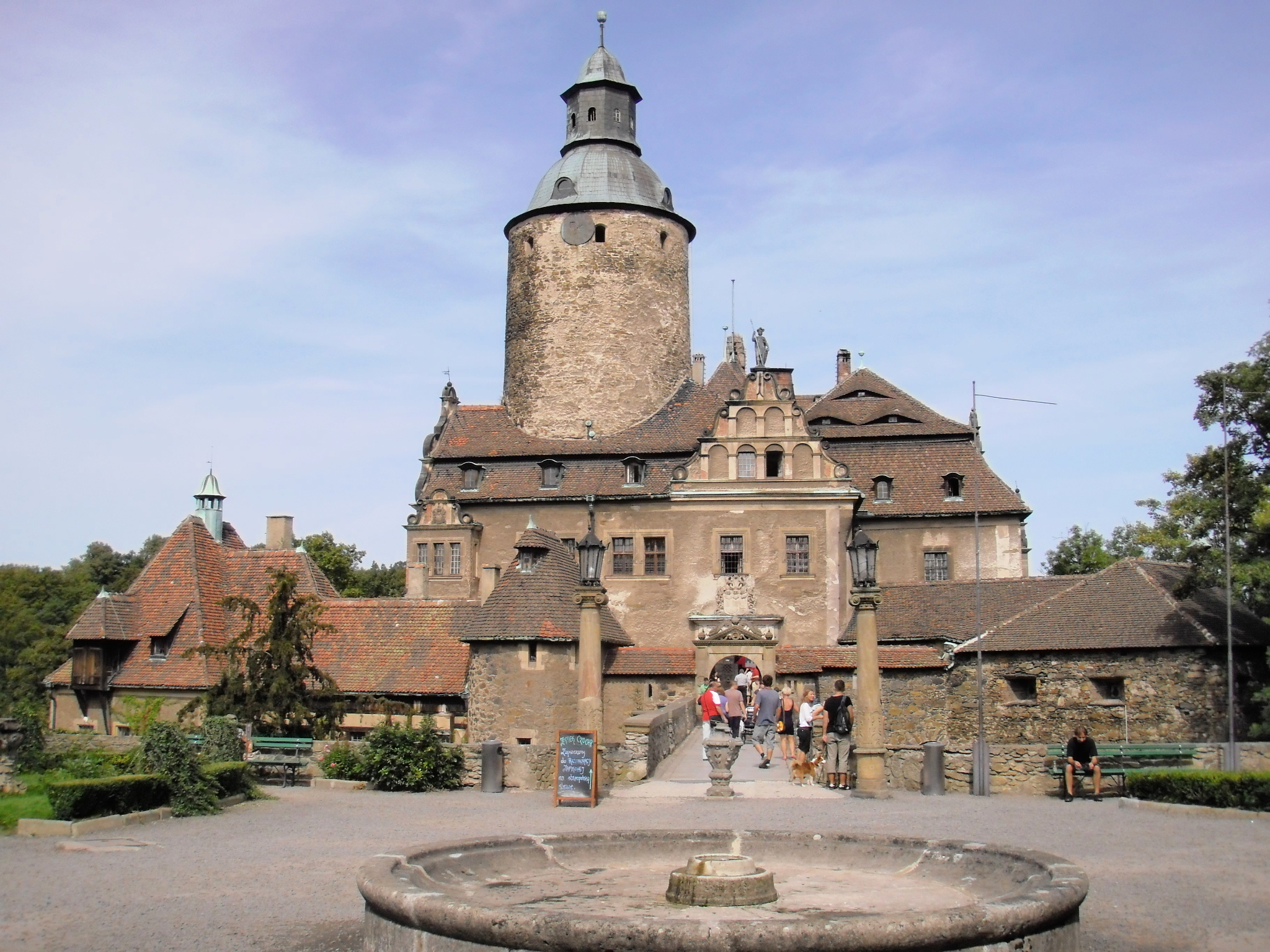